# Al-Anon

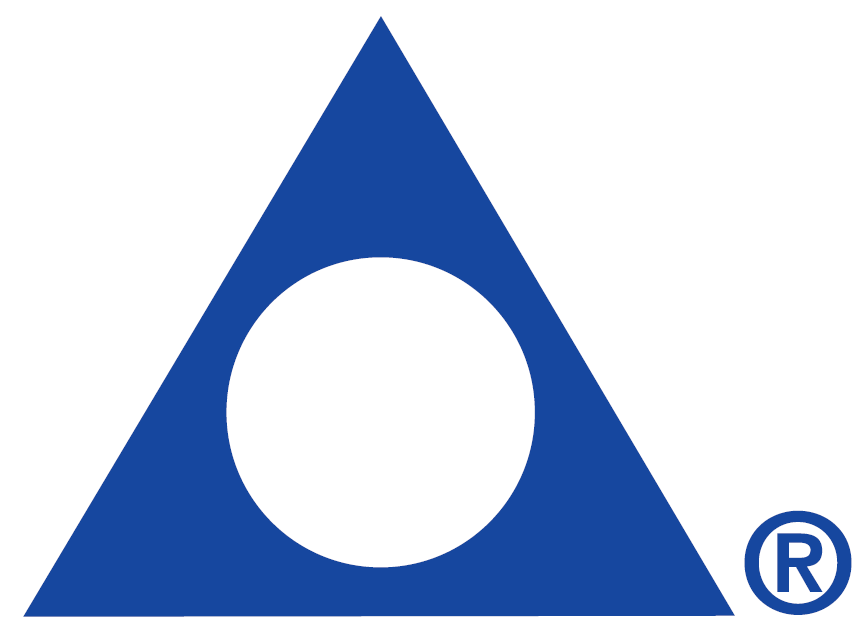
Al-Anon Logo

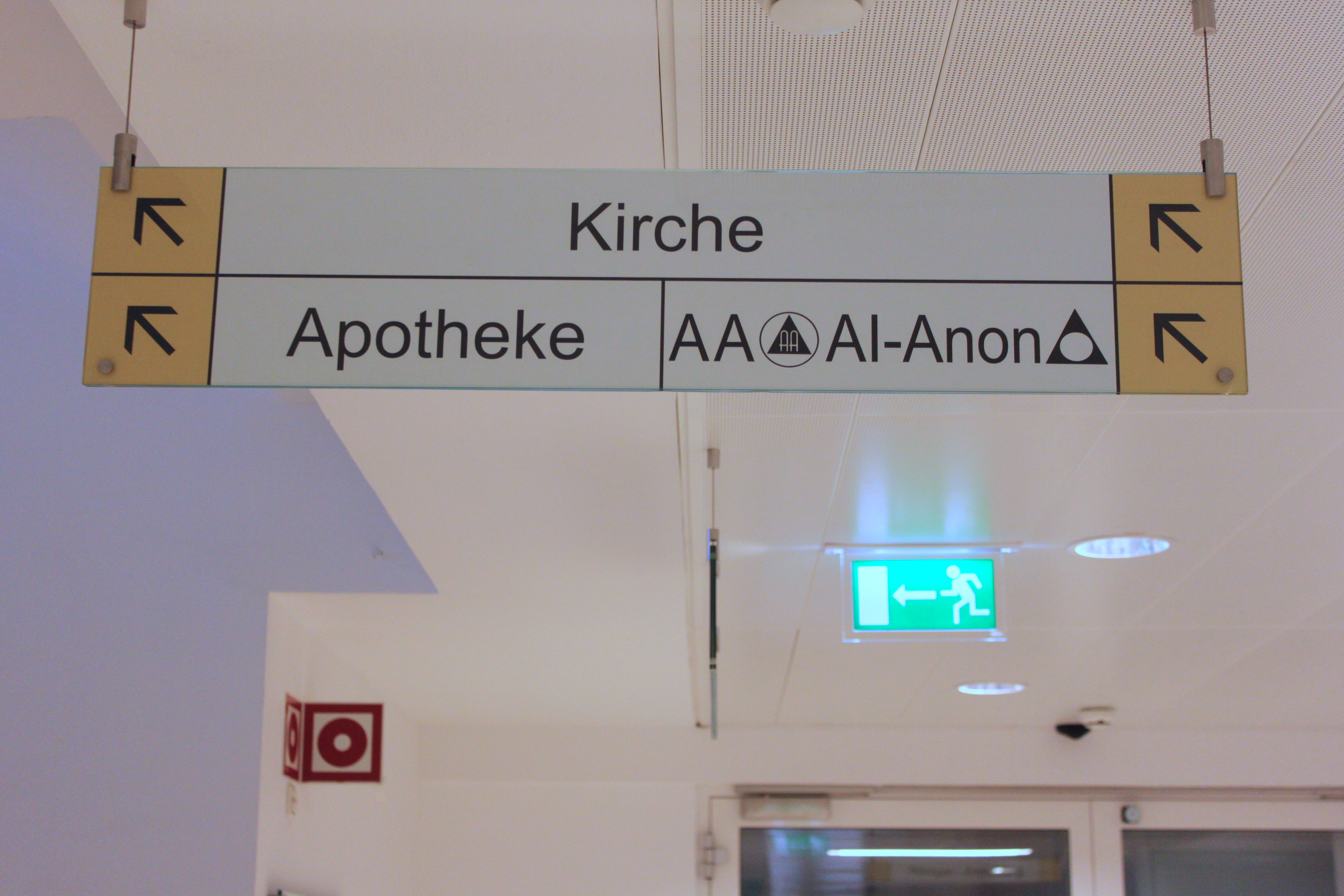
Hinweis zum Gesprächsraum der Selbsthilfegruppen im Konventhospital der Barmherzigen Brüder in Linz (2013)

Die Al-Anon Familiengruppen (englisch Al-Anon Family Groups) sind eine in den Vereinigten Staaten entstandene weltweite Selbsthilfeorganisation von Angehörigen von Alkoholkranken. Ihr Hauptanliegen ist es, Angehörigen von Alkoholkranken zu helfen. Al-Anon ist in einer Vielzahl lokaler Gruppen organisiert, deren Mitglieder sich regelmäßig treffen. Sie orientieren sich am so genannten Zwölf-Schritte-Programm, kooperieren im Bereich der Öffentlichkeitsinformation mit den Anonymen Alkoholikern, sind mit thematisch verwandten Organisationen vernetzt und ansonsten unabhängig.

## Geschichte
Während der Pionierjahre der Anonymen Alkoholiker (A.A.) von 1935 bis 1941 erkannten die nahen Angehörigen der genesenden Alkoholiker, dass sich oft noch Schwierigkeiten in ihren Beziehungen ergaben, nachdem die Alkoholiker in A.A. nüchtern geworden waren. Sie wollten besser verstehen lernen, was der Alkohol ihren Partnern zugefügt hatte, und wie sie ihr eigenes Leben wieder in Ordnung bringen konnten.
Ihnen wurde klar, dass der Austausch mit gleichermaßen Betroffenen, wie es A.A. praktiziert, auch ihnen selbst und anderen Angehörigen enorm helfen konnte. Sie hatten inzwischen gelernt, die Krankheit, die sie in eine verzweifelte Notlage mit ihren Problemen als Angehörige von Alkoholikern gebracht hat, als Familienkrankheit zu verstehen. Sie stellten bald fest, dass sie ihr eigenes Denken, ihr eigenes Handeln und ihre eigene Haltung ändern mussten. Somit nahm die Al-Anon-Gemeinschaft langsam eine bestimmte Form an.
Im Mai 1951 gründeten Lois (Frau von A.A. Mitbegründer Bill) und Anne mit einigen anderen Angehörigen in New York die „Al-Anon-Familiengruppen“.
Der Name „Al-Anon Familiengruppen“ leitet sich ab von „Alcoholics Anonymous Family Groups“. Das Programm der Zwölf Schritte und Zwölf Traditionen usw. konnte mit kleinen Änderungen von A.A. übernommen werden.
1957 gründete ein Jugendlicher, dessen Eltern Al-Anon und A.A. angehörten, in Kalifornien eine Gruppe für jugendliche Angehörige. Sie nennen sich Alateen und treffen sich in eigenen Gruppen.
Die erste Al-Anon Gruppe im deutschsprachigen Raum entstand im Jahre 1964 in Pratteln in der Schweiz. Die erste deutsche Gruppe wurde 1967 in Mülheim an der Ruhr gegründet. Der deutsche Verein ist in Hamburg eingetragen und auch das Dienstbüro hat seinen Sitz in Hamburg. In Österreich fand 1971 die Gründung einer Al-Anon Gruppe in Salzburg statt.

## Struktur

### Al-Anon
Die Al-Anon Familiengruppen sind eine Selbsthilfegemeinschaft. Sie bieten Selbsthilfegruppen an, die dazu da sind, dass Angehörige von Alkoholikern Erfahrungen, Kraft und Hoffnung miteinander teilen können, um sich gegenseitig zu unterstützen. In den örtlichen Gruppen (Meetings) findet naher, persönlicher Austausch zwischen den Gruppenmitgliedern statt. Es gibt auch Al-Anon Gruppen, in denen sich vorwiegend Angehörige treffen, die in alkoholkranker Familie aufgewachsen sind.

### Alateen
Alateen heißen die Gruppen für Jugendliche von alkoholkranken Eltern. Sie gehören zu Al-Anon. Jeder interessierte Jugendliche kann ein Al-Anon Meeting aufsuchen, wenn es keine Alateen Gruppe vor Ort gibt. Wenn es mehrere Jugendliche gibt und sie eine eigene Alateen Gruppe gründen möchten, können sie das mit Hilfe eines Gruppensponsors tun.

## Methoden und Grundsätze
Ein Grundprinzip ist die Anonymität, um sich in einem geschützten Rahmen austauschen zu können. In den Selbsthilfegruppen helfen Betroffene Betroffenen. Alle Meetings arbeiten weltweit mit der gleichen Al-Anon Literatur. Die Gruppen arbeiten nach einem Genesungsprogramm, dem Zwölf-Schritte-Programm, das in abgewandelter Form von den Anonymen Alkoholikern übernommen wurde. Für organisatorische Fragen in den Gruppen und deren „Einigkeit“ sind die Zwölf Traditionen maßgeblich. Für die Organisation der verschiedenen Dienste in Al-Anon bilden die Zwölf Dienstgrundsätze hilfreiche Leitlinien.
Neuen Besuchern wird empfohlen ein Meeting mehrmals zu besuchen und verschiedene Meetings auszuprobieren. Viele Meetings haben den Gelassenheitsspruch als Abschluss übernommen.
Ein anderes Prinzip ist der Selbsterhalt: Es werden keine Gelder von außen angenommen, die Gemeinschaft erhält sich ausschließlich durch die Spenden ihrer Mitglieder.